# Jekaterina Serebrjanskaja
Jekaterina (Katja) Olegovna Serebrjanskaja (Oekraïens: Катери́на Оле́гівна Серебря́нська, Russisch: Екатерина Олеговна Серебрянская) (Simferopol, 25 oktober 1977) is een voormalig Oekraïens ritmisch gymnaste. Ze werd olympisch kampioen op de Zomerspelen van 1996 in Atlanta en wereldkampioen bij het WK van 1995 in Wenen.

## Jeugd en carrière
Op vierjarige leeftijd begon Serebrjanskaja met trainen bij de club Gracia in Simferopol, waar haar moeder coach was. Toen ze 10 jaar was won ze haar eerste nationale prijs en een jaar later won ze de Spartakiade van de Unie voor scholieren en de USSR Cup voor junioren.
Haar eerste internationale overwinning behaalde ze toen ze 13 jaar oud was, tijdens een wedstrijd in Frankrijk. Op het Europese Kampioenschap voor Junioren in Portugal won ze goud met haar baloefening en zilver met hoepel.
Op 14-jarige leeftijd zag Serebrjanskaja op televisie hoe haar landgenoot Alexandra Timosjenko kampioen werd tijdens de  Olympische Zomerspelen van 1992 in Barcelona, wat haar inspireerde om hetzelfde doel na te streven.
Ze werd verschillende keren Europees kampioen met haar groep, individueel Europees kampioen, wereldkampioen en Olympisch kampioen tijdens de Spelen van 1996 in Atlanta.

## Verdere leven
Na haar overwinning op de Olympische Spelen ging ze nog twee jaar door met ritmische gymnastiek, waarna ze wat modellenwerk deed. In 2000 werd ze moeder van een zoon en in hetzelfde jaar opende ze een sportcentrum voor kinderen in Kiev, genaamd Studio Serebrjanskich. Ze had een eigen televisieprogramma over voeding en beweging en bracht een Fitness-dvd en een boek uit. Ook begon ze een website die gericht is op een gezonde levensstijl.

## Onderscheidingen
- Meester in de sport van Oekraïne
- Ere-onderscheiding van de President van Oekraïne (1995)
- Orde voor Dapperheid (1996)
- Orde van Verdienste (1999)
- Orde van Vorstin Olha IIIe Klasse (2009)

1984: Lori Fung ·
1988: Marina Lobatsj ·
1992: Alexandra Timosjenko ·
1996: Jekaterina Serebrjanskaja ·
2000: Joelia Barsoekova ·
2004: Alina Kabajeva ·
2008: Jevgenia Kanajeva ·
2012: Jevgenia Kanajeva ·
2016: Margarita Mamoen ·
2020: Linoy Ashram ·
2024: Darja Varfolomeev